# Ermita de la Salut de Xirivella
L'Ermita de la Salut, és un edifici religiós situat al municipi de Xirivella. És Bé de Rellevància Local amb identificador nombre 46.14.110-003